# Kuching
Kuching /ˈkuːtʃɪŋ/ (chữ Jawi: کوچيڠ‎; tiếng Trung: 古晉), gọi chính thức là Thành phố Kuching, là thủ phủ và thành phố đông dân nhất của bang Sarawak tại Malaysia. Đây cũng là thủ phủ của tỉnh Kuching. Thành phố nằm bên sông Sarawak tại đầu tây nam của Sarawak trên đảo Borneo và có diện tích là 431 kilômét vuông (166 dặm vuông Anh), dân số là 165.642 tại khu vực hành chính Kuching Bắc và 159.490 tại khu vực hành chính Kuching Nam—tổng dân số là 325.132 (2010).
Kuching là thủ phủ thứ ba của Sarawak vào năm 1827, trong thời kỳ cai trị của Vương quốc Brunei. Năm 1841, Kuching trở thành thủ đô của Sarawak sau khi Sarawak được Brunei nhượng cho James Brooke. Đô thị tiếp tục được quan tâm và phát triển trong thời gian cai trị của Charles Brooke. Trong Chiến tranh thế giới thứ hai, Kuching bị quân Nhật chiếm đóng từ năm 1942 đến năm 1945. Sau chiến tranh, đô thị còn nguyên vẹn. Rajah cuối cùng của Sarawak là Charles Vyner Brooke quyết định nhượng Sarawak với vị thế là một thuộc địa vương thất Anh vào năm 1946. Kuching duy trì là thủ đô trong thời kỳ Thuộc địa vương thất. Sau khi Malaysia hình thành vào năm 1963, Kuching duy trì vị thế thủ phủ cấp bang và được trao tình trạng thành phố vào năm 1988. Từ đó, thành phố Kuching được chia thành hai khu vực hành chính, do hai chính quyền địa phương riêng biệt quản lý.
Kuching là một địa điểm ẩm thực lớn đối với du khách và là cửa ngõ chính để du khách đến thăm Sarawak và Borneo. Vườn quốc gia đất ngập nước Kuching nằm cách khoảng 30 kilômét (19 mi) từ thành phố, và có nhiều điểm thu hút du lịch khác trong và quanh Kuching như Vườn quốc gia Bako, Trung tâm động vật hoang dã Semenggoh, Nhạc hội thế giới Rừng mưa (RWMF), Tòa nhà nghị viện bang, Cung Astana, Pháo đài Margherita, Bảo tàng mèo Kuching, và Bảo tàng bang Sarawak. Thành phố trở thành một trong các trung tâm công nghiệp và thương nghiệp tại Đông Malaysia.

## Từ nguyên
Tên "Kuching" được sử dụng để chỉ thành phố vào trước thời điểm Brooke đến năm 1839. Tồn tại nhiều thuyết về nguồn gốc của từ "Kuching". Nó có thể bắt nguồn từ "kucing" nghĩa là mèo trong tiếng Mã Lai hoặc từ Cochin- một thương cảng bên bờ biển Malabar tại Ấn Độ và là một thuật ngữ chung tại Trung Quốc và Ấn Độ đối với các thương cảng. Một số đồ tạo tác Ấn Độ giáo nay có thể thấy được trong Bảo tàng bang Sarawak. Tuy nhiên, nguồn khác thì cho rằng thành phố Kuching từng được gọi là "Sarawak" trước khi Brooke đến. Khu dân cư được đổi tên thành "Sarawak bản thổ" khi vương quốc khuếch trương. Chỉ đến năm 1872 thì Charles Brooke mới đổi tên khu dân cư sang "Kuching".
Tồn tại một thuyết không chắc chắn dựa trên một câu chuyện về hiểu lầm. Theo đó, James Brooke đến Kuching trên thuyền buồm "Royalist". Sau đó ông hỏi những người dẫn đường địa phương về tên của đô thị. Người dẫn đường địa phương nghĩ rằng James Brooke chỉ vào một con mèo, và nói "Kuching". Tuy nhiên, người Mã Lai tại Sarawak thường gọi một con mèo là "pusak" thay vì "kucing".
Một số nguồn cũng cho rằng tên gọi bắt nguồn từ một loại quả gọi là "mata kucing" (Euphoria malaiense), vốn mọc phổ biến tại Malaysia và Indonesia. Cũng tồn tại một đồi trong thành phố có tên được đặt theo loại quả này, đó là Bukit Mata Kuching. Trong văn bản mà một phụ nữ người Anh gửi cho con trai vào thế kỷ 19, có viết rằng tên gọi bắt nguồn từ một dòng chảy cùng tên, gọi là "Sungai Kuching" hoặc Cat River trong tiếng Anh. Sông nằm tại chân của Bukit Mata Kuching và trước miếu Đại Bá Công. Trong thập niên 1950, sông trở nên rất nông do lắng đọng phù sa. Sông sau đó bị lấp để làm xa lộ.
Tồn tại thuyết khả tín hơn là Kuching thực tế có nghĩa là "Cổ" (古） - và "Tỉnh"（井） nghĩa là giếng cũ trong tiếng Hoa. Trong thời gian Brooke cai trị, không có nguồn cung nước ngọt và bệnh lây lan qua đường nước là phổ biến. Năm 1888, một đại dịch bùng nổ và sau đó được gọi là "đại dịch tả". Một giếng nằm tại phố Trung Hoa ngày nay tại khu Chợ chính giúp chống lại dịch bệnh do nó cung cấp nước sạch. Do nhu cầu cung cấp nước ngày càng tăng, vai trò của giếng sau đó bị thay thế bằng nhà máy xử lý nước tại đường Bau.

## Lịch sử
Sarawak là bộ phận của Vương quốc Brunei từ thời quốc vương đầu tiên là Sultan Muhammad Shah. Kuching là thủ phủ thứ ba của Sarawak, do đại diện của Quốc vương Brunei là Pengiran Indera Mahkota thành lập vào năm 1827. Trước khi thành lập Kuching, hai thủ phủ trước đó của Sarawak là Santubong do Sultan Pengiran Tengah thành lập vào năm 1599, và Lidah Tanah do Datu Patinggi Ali thành lập vào đầu thập niên 1820.

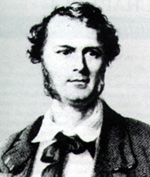
Kuching sau được lập làm nơi đặt trụ sở chính phủ dưới quyền James Brooke.

Pengiran Raja Muda Hashimit sau đó nhượng lãnh thổ cho một nhà phiêu lưu người Anh tên là James Brooke như một phần thưởng vì nhân vật này giúp ông chống lại một cuộc nổi loạn. Cuộc nổi loạn bị dập tắt vào tháng 11 năm 1840, và vào ngày 24 tháng 9 năm 1841 thì Brooke được bổ nhiệm làm Thống đốc Sarawak với tước hiệu Rajah. Điều này không được công bố cho đến ngày 18 tháng 8 năm 1842, sau khi Quốc vương Omar Ali Saifuddin II phê chuẩn, và yêu cầu Brooke trả $2.500 mỗi năm cho Quốc vương. Từ đó, Kuching trở thành nơi đặt trụ sở của chính phủ Brooke.
Chính phủ tiếp tục dưới quyền cháu trai của James Brooke là Charles Brooke. Với vị thế là một thủ đô hành chính, Kuching trở thành trung tâm quan tâm và phát triển. Các tiến bộ bao gồm một hệ thống vệ sinh. Đến năm 1874, thành phố hoàn tất nhiều sự phát triển, bao gồm xây dựng một bệnh viện, nhà tù, Pháo đài Fort Margherita, và nhiều tòa nhà khác.
Trong tự truyện My Life in Sarawak Phu nhân của Charles Brooke viết:
Đô thị nhỏ trông rất gọn gàng và tươi mới và thịnh vượng dưới quyền hạn thận trọng của Rajah và các quan chức của ông, rằng nó nhắc tôi về một hộp đồ chơi được sơn mà một đứa trẻ giữ cẩn thận. Chợ nằm một đoạn dọc hai bờ sông, và cư dân phần này của đô thị hầu như toàn bộ là các thương nhân người Hoa, ngoại trừ một hoặc hai cửa hàng của người Ấn....Các cửa hàng tạp hóa với các mặt hàng kỳ lạ được đặt trên bàn gần vỉa hè, người mua  tiến hành lựa chọn từ đó. Tại các cửa hàng Ấn Độ, bạn có thể mua lụa từ Ấn Độ, sarong từ Java, trà từ Trung Quốc cùng ngói và sứ từ mọi nơi của thế giới.

Astana (cung điện) là dinh thự chính thức của Thống đốc Sarawak, nó được xây dựng bên cạnh dinh thự đầu tiên của Brooke. Ông cho xây dựng điện vào năm 1869 như một quà cưới cho phu nhân của mình. Kuching tiếp tục thịnh vượng dưới thời Charles Vyner Brooke, là Rajah thứ ba của Sarawak. Năm 1941, Kuching là nơi diễn ra Lễ kỷ niệm thế kỷ Chính phủ gia tộc Brooke. Một vài tháng sau, chính phủ Brooke kết thúc khi Nhật Bản chiếm đóng Sarawak.
Trong Chiến tranh thế giới thứ hai, sáu trung đội bộ binh từ Trung đoàn Punjab 2/15 đóng quân tại Kuching trong tháng 4 năm 1941. Trung đoàn bảo vệ Kuching và sân bay Bukit Stabar khỏi sự phá hoại của người Nhật. Phòng thủ chủ yếu tập trung vào Kuching và Miri. Tuy nhiên, vào ngày 24 tháng 12 năm 1941, Kuching bị quân Nhật chinh phục. Sarawak được quản lý như bộ phận của Đế quốc Nhật Bản trong ba năm tám tháng, đến khi các quan chức Nhật Bản đầu hàng vào ngày 11 tháng 9 năm 1945. Đầu hàng chính thức được ký trên HMAS Kapunda tại Kuching. Từ tháng 3 năm 1942, người Nhật điều hành trại Batu Lintang để giam giữ các tù binh chiến tranh và thường dân, nằm cách ba dặm (5 km) bên ngoài Kuching.
Sau khi Chiến tranh thế giới thứ hai kết thúc, đô thị tồn tại và hoàn toàn không bị hư hại. Rajah thứ ba và cuối cùng là Charles Vyner Brooke sau đó nhượng Sarawak cho Quân chủ Anh vào ngày 1 tháng 7 năm 1946. Trong thời kỳ Thuộc địa vương thất, chính phủ thực hiện phát triển và cải thiện hạ tầng tại Sarawak. Kuching được phục hồi khi là thủ đô của Sarawak dưới quyền chính phủ thực dân Anh. Khi Sarawak, cùng với Borneo, Singapore và Liên bang Malaya, hình thành Malaysia vào năm 1963, Kuching duy trì vị thế là thủ phủ cấp bang và được cấp tình trạng thành phố vào ngày 1 tháng 8 năm 1988.

## Quản trị

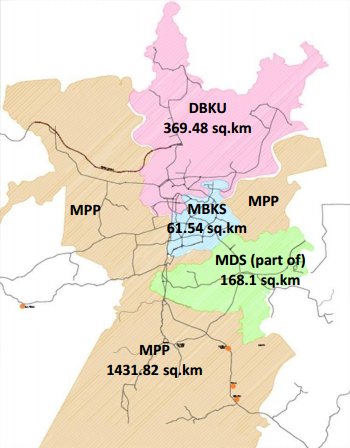
Khu vực Đại Kuching có tổng diện tích 2030,94 km²:
Tòa Thị chính Kuching Bắc (DBKU)
Hội đồng thành phố Kuching Nam (MBKS)
Hội đồng khu tự quản Padawan (MPP)
Hội đồng huyện Samarahan (MDS)

Kuching là thủ phủ của Sarawak, giữ một vai trò quan trọng trong chính trị và kinh tế khi là nơi đặt trụ sở của chính phủ bang cùng hầu hết bộ và cơ quan của nó. Nghị viện bang Sarawak nằm tại Petra Jaya thuộc ngoại ô Kuching. Có năm đại biểu quốc hội đại diện cho năm khu vực bầu cử trong thành phố: Mas Gading (P.192), Santubong (P.193), Petra Jaya (P.194), Kuching City (P.195), Stampin (P.196). Thành phố cũng bầu 13 đại biểu vào nghị viện cấp bang từ các khu vực Opar, Tasik Biru, Tanjung Datu, Pantai Damai, Demak Laut, Tupong, Samariang, Satok, Padungan, Pending, Batu Lintang, Kota Sentosa, và Batu Kawah.
Kuching là thành phố duy nhất tại Malaysia do hai thị trưởng quản lý, thành phố được chia thành Kuching Bắc và Kuching Nam. Một thị trưởng quản lý Kuching Nam và một Trưởng quan quản lý Kuching Bắc. Thành phố được cấp tình trạng thành phố vào ngày 1 tháng 8 năm 1988, và từ đó do Tòa thị chính Kuching Bắc (DBKU) và Hội đồng thành phố Kuching Nam (MBKS) quản lý.
Thành phố được xác định trong ranh giới của huyện Kuching. Huyện Kuching có diện tích 1.868,83 km², là huyện đông dân nhất tại Sarawak. Huyện Kuching được phân thành ba đơn vị là Kuching bản thổ, Padawan và Siburan. Kuching bản thổ gồm thành phố và khu tự quản Padawan, trong khi Siburan và Padawan là phó huyện. Tổng diện tích của Tòa thị chính Kuching Bắc, Hội đồng thành phố Kuching Nam, Hội đồng khu tự quản và Hội đồng huyện Samarahan được gọi là Đại Kuching.

## Địa lý

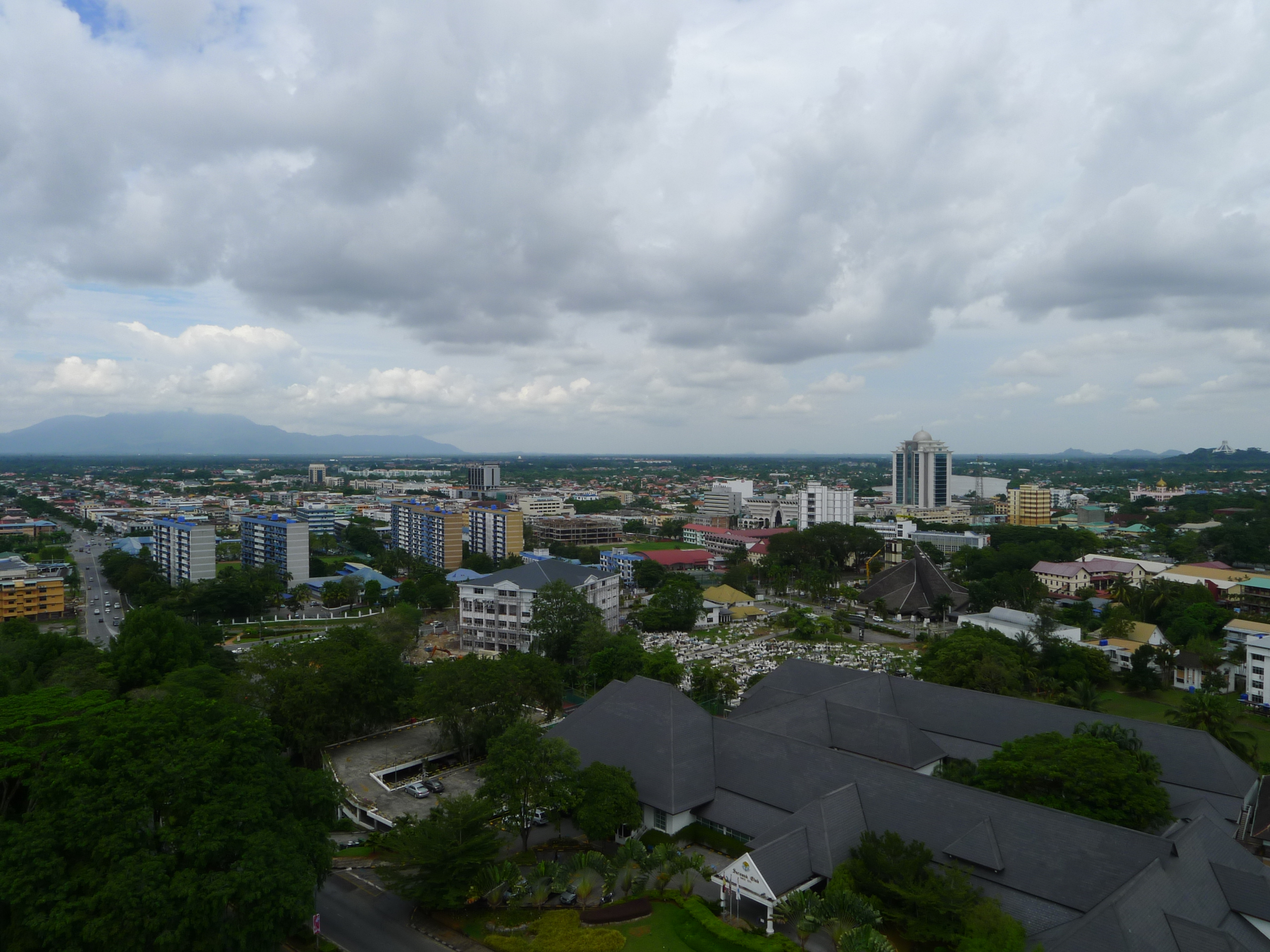
Quang cảnh thành phố Kuching.

Kuching nằm bên bờ sông Sarawak tại phần tây bắc của đảo Borneo. Giới hạn của thành phố gồm toàn bộ lãnh thổ có diện tích xấp xỉ 431,01 kilômét vuông (166,41 dặm vuông Anh) thuộc huyện Kuching đi từ Gunung Lasak (núi Lasak) tại Muara Tebas đến  Batu Buaya (Đá Cá sấu) trên bán đảo Santubong theo một loạt dấu hiệu bản đồ có trong Phụ lục thứ nhất của Sắc lệnh Thành phố Kuching, 1988. Để giản hóa chế độ pháp lý, giới hạn của thành phố Kuching trải từ sân bay quốc tế Kuching tại phía nam đến bờ biển phía bắc của các bán đảo Santubong và Bako; từ vườn quốc gia đất ngập nước Kuching tại phía tây đến cửa sông Kuap tại phía đông. Sông Sarawak về đại thể phân chia thành phố thành Bắc và Nam. Điểm cao nhất trong thành phố là núi Santubong trên bán đảo Santubong, có cao độ 810,2 mét (2.658 ft) trên mực nước biển, nằm cách 35 km về phía bắc của trung tâm thành phố. Quá trình đô thị hóa nhanh chóng diễn ra tại Đại Kuching, mở rộng đô thị lan đến Penrissen, Kota Sentosa, Kota Padawan, Batu Kawah, Siburan, Tarat, Bau, Lundu, Kota Samarahan, Asajaya cũng như Serian vốn cách Kuching 65 km.

### Khí hậu
Kuching có một khí hậu rừng mưa nhiệt đới (phân loại khí hậu Köppen Af), tương đối nóng song rất ẩm trong nhiều thời kỳ và nhận được lượng mưa đáng kể. Lượng mưa trung bình năm là xấp xỉ 4.200 milimét (170 in). Kuching là khu vực dân cư mưa nhiều nhất (trung bình) tại Malaysia với 247 ngày mưa mỗi năm. Kuching chỉ nhận được trung bình 5 giờ nắng mỗi ngày, số liệu trong tháng 1 (mưa nhiều nhất) chỉ là 3,7 giờ. Thời gian mưa nhiều nhất trong năm là các tháng có gió mùa Đông Bắc từ tháng 11 đến tháng 2 và mùa khô bắt đầu từ tháng 6 đến tháng 8. Nhiệt độ tại Kuching dao động từ 19 °C (66 °F) đến 36 °C (97 °F) song nhiệt độ trung bình là khoảng 23 °C (73 °F) trong những giờ đầu buổi sáng và tăng lên khoảng 33 °C (91 °F) và giữa chiều song chỉ số nhiệt thường đạt 42 °C (108 °F) trong mùa khô do độ ẩm thấp. Nhiệt độ hầu như không thay đổi trong suốt năm nếu không chịu tác đọng của mưa lớn và gió mạnh trong các giờ đầu của buổi sáng vốn có thể đưa nhiệt độ xuống 19 °C (66 °F), song điều này hiếm khi xảy ra.
| Dữ liệu khí hậu của Kuching (1971–2000) | Dữ liệu khí hậu của Kuching (1971–2000) | Dữ liệu khí hậu của Kuching (1971–2000) | Dữ liệu khí hậu của Kuching (1971–2000) | Dữ liệu khí hậu của Kuching (1971–2000) | Dữ liệu khí hậu của Kuching (1971–2000) | Dữ liệu khí hậu của Kuching (1971–2000) | Dữ liệu khí hậu của Kuching (1971–2000) | Dữ liệu khí hậu của Kuching (1971–2000) | Dữ liệu khí hậu của Kuching (1971–2000) | Dữ liệu khí hậu của Kuching (1971–2000) | Dữ liệu khí hậu của Kuching (1971–2000) | Dữ liệu khí hậu của Kuching (1971–2000) | Dữ liệu khí hậu của Kuching (1971–2000) |
| Tháng                                   | 1                                       | 2                                       | 3                                       | 4                                       | 5                                       | 6                                       | 7                                       | 8                                       | 9                                       | 10                                      | 11                                      | 12                                      | Năm                                     |
| --------------------------------------- | --------------------------------------- | --------------------------------------- | --------------------------------------- | --------------------------------------- | --------------------------------------- | --------------------------------------- | --------------------------------------- | --------------------------------------- | --------------------------------------- | --------------------------------------- | --------------------------------------- | --------------------------------------- | --------------------------------------- |
| Trung bình ngày tối đa °C (°F)          | 29.8 (85.6)                             | 30.2 (86.4)                             | 31.3 (88.3)                             | 32.3 (90.1)                             | 32.7 (90.9)                             | 32.7 (90.9)                             | 32.4 (90.3)                             | 32.4 (90.3)                             | 32.0 (89.6)                             | 31.9 (89.4)                             | 31.6 (88.9)                             | 30.6 (87.1)                             | 31.7 (89.1)                             |
| Tối thiểu trung bình ngày °C (°F)       | 22.9 (73.2)                             | 23.0 (73.4)                             | 23.2 (73.8)                             | 23.4 (74.1)                             | 23.6 (74.5)                             | 23.3 (73.9)                             | 23.0 (73.4)                             | 23.0 (73.4)                             | 22.9 (73.2)                             | 22.9 (73.2)                             | 22.9 (73.2)                             | 22.9 (73.2)                             | 23.1 (73.6)                             |
| Lượng mưa trung bình mm (inches)        | 684.1 (26.93)                           | 473.3 (18.63)                           | 338.6 (13.33)                           | 272.9 (10.74)                           | 241.8 (9.52)                            | 220.3 (8.67)                            | 185.6 (7.31)                            | 229.6 (9.04)                            | 262.3 (10.33)                           | 338.6 (13.33)                           | 371.5 (14.63)                           | 498.1 (19.61)                           | 4.116,7 (162.07)                        |
| Số ngày mưa trung bình (≥ 1.0 mm)       | 22                                      | 17                                      | 16                                      | 17                                      | 15                                      | 14                                      | 13                                      | 14                                      | 16                                      | 19                                      | 22                                      | 22                                      | 207                                     |
| Số giờ nắng trung bình tháng            | 109.5                                   | 108.5                                   | 135.5                                   | 162.1                                   | 188.8                                   | 188.9                                   | 192.9                                   | 171.4                                   | 147.1                                   | 147.1                                   | 142.9                                   | 125.9                                   | 1.820,6                                 |
| Nguồn 1: Tổ chức Khí tượng Thế giới     |                                         |                                         |                                         |                                         |                                         |                                         |                                         |                                         |                                         |                                         |                                         |                                         |                                         |
| Nguồn 2: NOAA (sun, 1961–1990)          |                                         |                                         |                                         |                                         |                                         |                                         |                                         |                                         |                                         |                                         |                                         |                                         |                                         |

## Nhân khẩu
Điều tra nhân khẩu Malaysia 2010 báo cáo rằng Kuching có dân số là 325.132.
Dân số thành phố (Bắc và Nam) gồm người Mã Lai (146.580), người Hoa (120.860), người Iban (28.691), Bidayuh (13.681), không phải công dân Malaysia (7.216), Bumiputra khác (3.250), người Melanau (2.078), người Ấn (1.626) và các cộng đồng khác (1.140). Trong cộng đồng người Hoa, người Mân Nam chủ yếu cư trú tại các khu vực đô thị và người Khách Gia chủ yếu cư trú tại ngoại ô. Các nhóm người Hoa khác gồm người Phúc Châu, người Triều Châu, người Hải Nam, người Quảng Đông, người Phủ Điền và các nhóm khác. Hầu hết người Mã Lai và người Melanau là tín đồ Hồi giáo, người Hoa thực hành Phật giáo, Đạo giáo hoặc Cơ Đốc giáo, trong khi người Iban và Bidayuh chủ yếu theo Cơ Đốc giáo với một số trong đó vẫn thực hành thuyết vật linh. Một số người Ấn Độ giáo, Sikh giáo và một lượng nhỏ người thế tục hiện diện quanh thành phố.

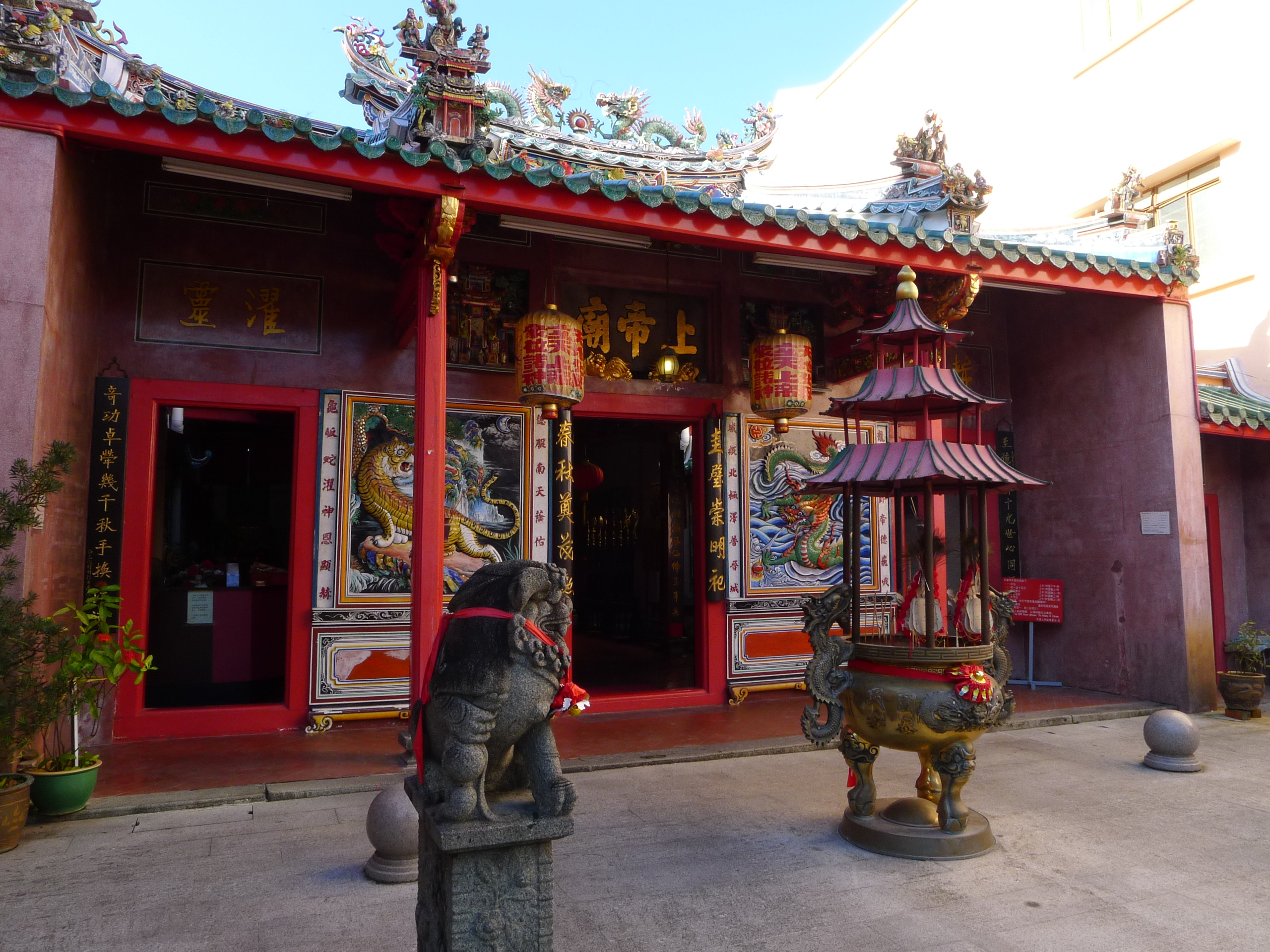
Một miếu của người Hoa trên phố Carpenter.

Một lượng đáng kể những người không có quyền công dân Malaysia đến từ các khu vực thuộc Indonesia trên đảo Borneo do vị trí địa lý của Sarawak, hầu hết trong số đó là các công nhân nhập cư. Từ thời kỳ Anh thuộc, một lượng cư dân nhỏ từ Nam Á, đặc biệt là người Pakistan hiện diện quanh thành phố và điều hành công việc kinh doanh của họ, chủ yếu là bán quần áo và gia vị. Những người di cư khác cùng thời kỳ cũng bao gồm người Bugis đến từ Đông Ấn Hà Lan và các dân tộc khác từ phần đảo Borneo thuộc Hà Lan. Hôn nhân dị chủng giữa các cá nhân thuộc nền tảng dân tộc khác nhau là điều phổ biến tại Kuching, và bản thân thành phố là nơi cư trú của 30 dân tộc khác nhau.
Bên cạnh việc là thủ phủ của Sarawak, Kuching trở thành một trung tâm kinh doanh và văn hóa đối với người Mã Lai tại Sarawak. Phương ngữ Mã Lai được nói tại Kuching được gọi là Bahasa Sarawak (tiếng Sarawak), là một tập hợp con của tiếng Mã Lai. Phương ngữ Mã Lai sử dụng tại Kuching có chút khác biệt so với phương ngữ sử dụng tại Miri. Do cộng đồng dân tộc lớn thứ nhì trong thành phố là người Hoa, tiếng Hoa cũng được sử dụng phổ biến, đặc biệt là tiếng Tuyền-Chương và Quan thoại. Almost all residents are able to speak English. Một số trường học tư nhân đặc biệt giảng dạy tiếng Anh cho trẻ ngoại quốc được lập khắp thành phố.

## Kinh tế

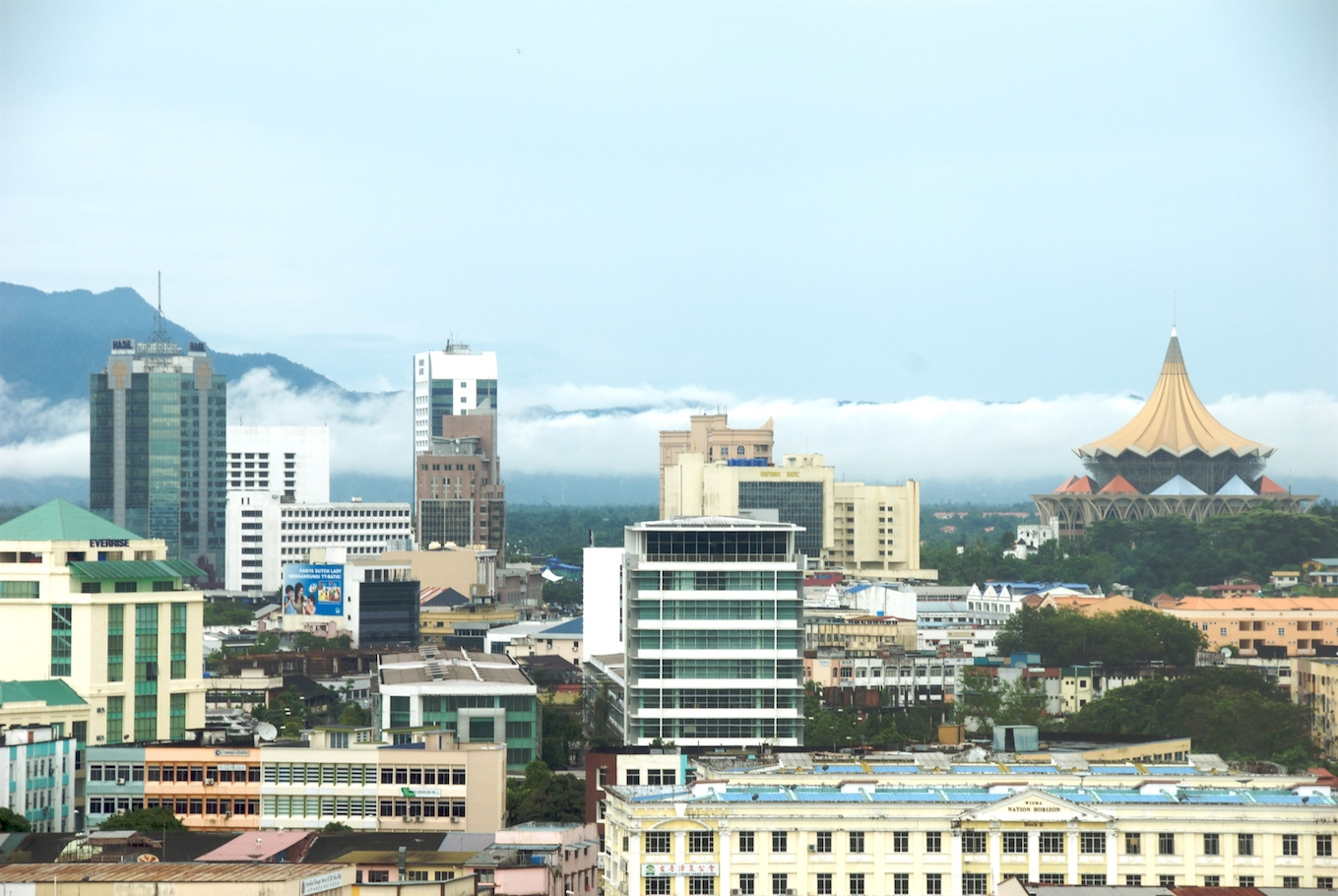
Kuching là trung tâm thương nghiệp của Sarawak.

Kuching là một trong các trung tâm công nghiệp và thương nghiệp chủ yếu của Sarawak. Nhiều ngân hàng thương nghiệp cấp bang, cấp quốc gia và quốc tế, cũng như một số công ty bảo hiểm lập trụ sở và chi nhánh của họ tại đây. Chiếm ưu thế trong kinh tế là lĩnh vực sơ khai và hiện chuyển sang lĩnh vực thứ ba do chính phủ bang muốn cải biến Sarawak thành một bang phát triển vào năm 2020.
Khu kinh doanh trung tâm Kuching mới, Khu công nghiệp Pending, Khu công nghiệp Demak Laut, Khu công nghiệp tự do Sama Jaya và ngoại ô Petra Jaya có mục đích là nhằm xúc tiến hoạt động công thương của thành phố để biến nó thành một trung tâm tăng trưởng chủ yếu tại Đông Malaysia, cũng như cho BIMP-EAGA (Khu vực Phát triển Đông ASEAN). Thành phố cũng là nơi tổ chức nhiều hội nghị, hội thảo và hội chơ thương mại, như Diễn đàn Kinh danh Toàn cầu Malaysia, Hội nghị thượng đỉnh các Lãnh đạo của Tương lai, Hội nghị thế giới của Hiệp hội Thủy điện Quốc tế (IHA), Diễn đàn Du lịch ASEAN, và các hội nghị khác. Các sự kiện này thường được tổ chức tại Trung tâm Hội nghị Borneo.
Trên phương diện lịch sử, người Hoa đóng góp cho kinh tế thành phố từ khi họ nhập cư trong thời kỳ Vương quốc Brunei sau khi phát hiện quặng Antimon, cũng như trong thời kỳ chính phủ Charles Vyner Brooke- người khuyến khích Hoa kiều di cư để trồng hồ tiêu.

## Giao thông

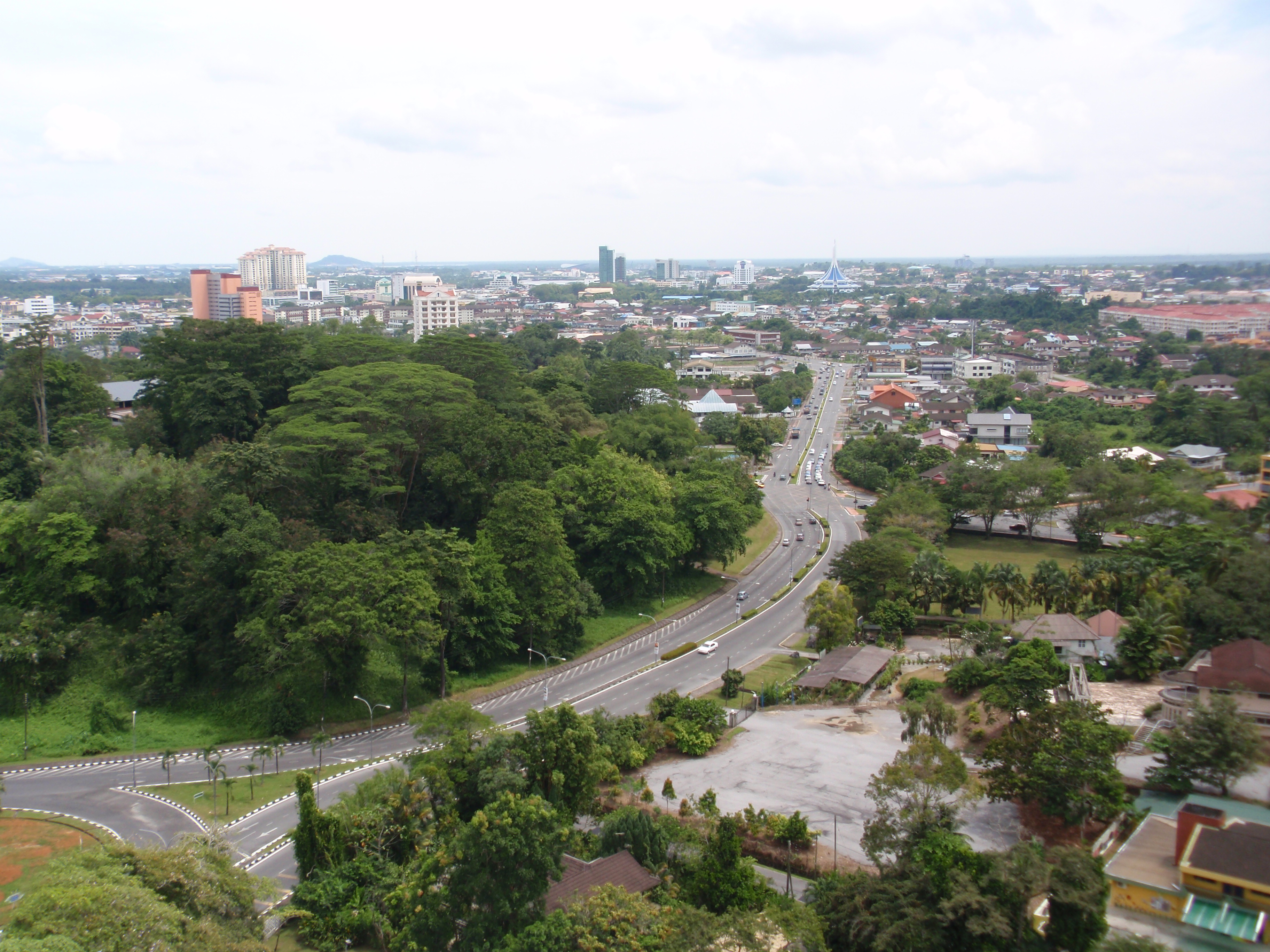
Xa lộ trong thành phố.

Đường bộ trong thành phố nằm dưới thẩm quyển và bảo quản của một trong hai hội đồng địa phương, hoặc của Bộ Công trình công cộng Sarawak. Hầu hết các đường nội bộ chủ yếu là đường hai chiều có dải phân cách và thành phố liên kết bằng các xa lộ đến các đô thị khác tại Sarawak. Các xa lộ này chủ yếu là quốc lộ do Bộ Công trình Công cộng Malaysia bảo quản. Thành phố cũng nổi tiếng với một số vòng xuyến bao gồm cả nơi cổ nhất và lớn nhất gọi là Datuk Abang Kipali Bin Abang Akip. Vòng xuyến thường có tính cảnh quan và hiệu quả trong việc xử lý tắc nghẽn giao thông. Tuy nhiên, đèn giao thông nay được sử dụng phổ biến hơn do giao thông thành phố tiếp tục phát triển.
Do thành phố nằm gần xích đạo, các ổ gà có xu hướng phát triển trên đường bộ trong thời gian gió mùa, thường là vào cuối năm do trùng khớp với mùa đông tại Bắc bán cầu. Những tuyến đường dẫn từ ngoài thành phố vào nội thành có chất lượng hơi kém và hiện đang được nâng cấp.
Tồn tại hai loại hình taxi hoạt động trong thành phố, loại chính có màu đỏ và vàng còn loại lớn hơn được sơn màu xanh, loại này tiện lợi hơn song đắt hơn và được gọi là "executive taxis". Năm 2014, một ứng dụng đặt taxi điện thoại thông minh mang tên "MyTeksi" xuất hiện và biến Kuching là khu vực thứ năm sau Thung lũng Klang, Cyberjaya, Putrajaya và Johor Bahru có ứng dụng này. Bến xe khách chính là Kuching Sentral, nó chỉ xuất hiện từ 2012. Nó nằm ở phía nam của thành phố, mất năm phút đi từ sân bay quốc tế Kuching và 20 phút từ trung tâm thành phố. Bến phục vụ hành trình đường dài đến Brunei, Sabah và Tây Kalimantan tại Indonesia. Các bến xe khác là bến xa Kuching cũ, nó vẫn hoạt động theo nguyện vọng của một số công ty xe khách. Có các dịch vụ xe buýt nhỏ và xe tải trong thành phố.
Giống như hầu hết đô thị khác tại Sarawak, Kuching có liên đến đến các trung tâm đô thị và điểm dân cư khác bằng đường thủy. Giữa hai bờ sông Sarawak, gần trung tâm thành phố, nhiều 'tambang' (thuyền tam bản mái gỗ truyền thống) chở hành khách qua sông. Đối với nhiều người sống dọc bờ sông, đó là một tuyến đường ngắn để đến khu trung tâm. Các bến tàu nhanh phục vụ vận chuyển đến các khu vực xa hơn như Sibu và Bintulu, nằm tại phía đông của thành phố và tại cảng Sim Kheng Hong (trước gọi là cảng Tanah Puteh) tại Pending.
Sân bay quốc tế Kuching (KIA) (ICAO Code: WBGG) là cử ngõ chính cho hành khách đường không. Lịch sử sân bay truy nguyên từ thập niên 1940 và hiện nay đã trải qua nhiều tái thiết lớn. Nhà ga sân bay được xếp là nhộn nhịp thứ tư tại Malaysia theo tổng số lượt hành khách vào năm 2013. Từ năm 2009, sân bay phát triển nhanh chóng với lượng hành khách và phi cơ ngày càng tăng. Đây là trung tâm thứ cấp của Malaysia Airlines and AirAsia và là trung tâm tam cấp của MASWings, phục vụ các chuyến bay đến các đô thị nhỏ và khu vực nông thôn tại Đông Malaysia.

## Tiện ích khác
Tổ hợp tòa án hiện nay nằm tại Petra Jaya. Nó gồm Tòa Thượng thẩm, tòa hội nghị, và tòa tài phán. Các tòa án khác theo luật Syariah và bản địa cũng nằm tại thành phố. Trụ sở cảnh sát Sarawak nằm trên phố Badruddin. Trụ sở cảnh sát khu vực Kuching nằm trên đường Simpang Tiga. Tổ hợp nhà tù Kuching nằm trên phố Puncak Borneo.

### Y tế

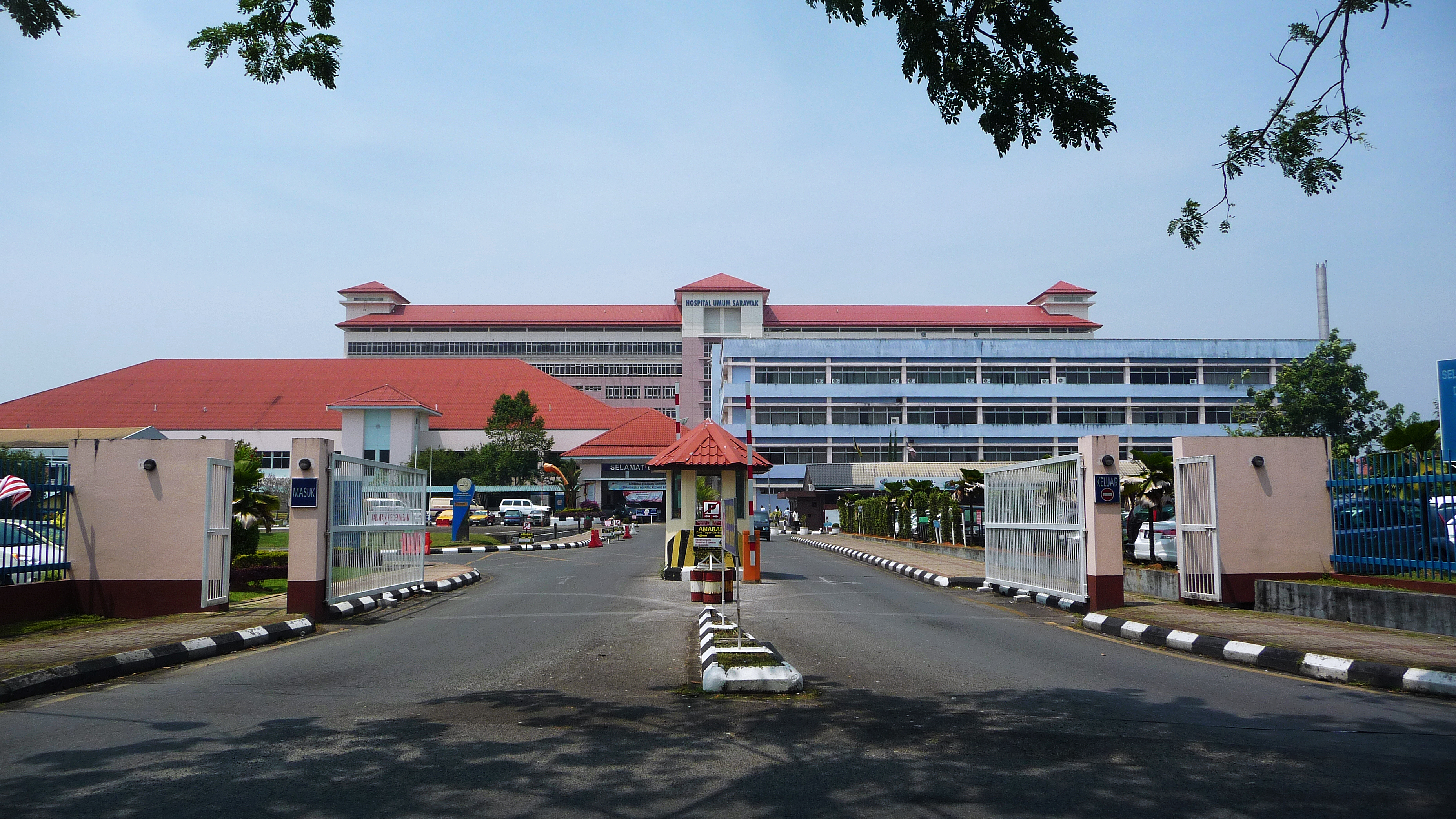
Bệnh viện Đa khoa Sarawak.

Tồn tại nhiều loại hình dịch vụ y tế trong thành phố, như bệnh viện công chiếm chủ đạo, trung tâm y tế công, các loại hình trung tâm y tế khác, trung tâm di động, bác sĩ hàng không, trung tâm y tế làng và trung tâm y tế 1Malaysia. Bệnh viện chính là Bệnh viện đa khoa Sarawak có từ năm 1923. Ngoài ra còn có Bệnh viện Kỷ niệm Rajah Charles Brooke. Bệnh viện Sentosa (Bệnh viện Tâm thần Sentosa), được xây dựng với một nửa kinh phí từ chính phủ Anh được khánh thành vào năm 1958, là bệnh viện lâu năm thứ nhì tại Sarawak.
Trung tâm chuyên khoa y tế Normah tại Petra Jaya là bệnh viện tư nhân lớn nhất tại Sarawak. Ngoài ra, ba bệnh viện tư nhân lớn khác là Trung tâm y tế Borneo, Y tế KPJ, và Trung tâm Y tế Timberland.

### Giáo dục
Trong thành phố, toàn bộ trường học nằm trong hệ thống giáo dục quốc dân, chịu sự quản lý của Sở Giáo dục hỗn hợp Kuching. Tồn tại nhiều trường học công lập hoặc bang lập trong và quanh thành phố. Giống như các trường học khác tại Malaysia, các trường học trong thành phố được chia thành bốn cấp là mầm non, tiểu học, trung học và sau trung học. Trong số các trường nội trú lâu năm và uy tín trong thành phố có Sekolah Menengah Sains Kuching nằm tại Batu Kawa. Cũng tồn tại một số trường học tư nhân độc lập trong thành phố, như trường trung học Trung Hoa số 1, trường trung học Trung Hoa số 3, và trường Sunny Hill.
Hiện không có học khu đại học công lập tại Kuching, ngoài tòa nhà của Khoa Y-Dược Đại học Malaysia Sarawak (UNIMAS) nằm cạnh Bệnh viện Đa khoa Sarawak. Chính phủ bang Sarawak chuyển học khi đại học công lập cuối cùng (Đại học Kỹ thuật MARA) từ Kuching đến Kota Samarahan vào năm 1997 trong một sáng kiến dài hạn nhằm biến Kota Samarahan thành một trung tâm giáo dục. Kuching có hai học khu đại học tư thục chính thức: Học khu Sarawak của Đại học Kỹ thuật Swinburne, học khu duy nhất của trường này nằm bên ngoài Úc; và Học khu Sarawak của Đại học UCSI. Trường bách khoa Kuching Sarawak Cao đẳng cộng đồng Kuching nằm trong thành phố.

### Thư viện
Thư viện bang Sarawak là trung tâm tài nguyên thông tin chủ yếu, và cung cấp thông tin phục vụ cho các lĩnh vực công cộng và tư nhân. Thư viện phục vụ Kuching và khu vực ngoại ô của thành phố vì đây là nguồn độc giả chính theo lưu ký. Ngoài ra, nó quản lý, giám sát và tạo điều kiện hoạt động cho 36 thư viện làng trong bang từ tài trợ của Thư viện Quốc gia Malaysia.
Các thư viện khác tại Kuching gồm có Thư viện thành phố DBKU và các thư viện làng như tại Bandar Baru Samariang, Kampung Samariang Lama và Taman Sepakat Jaya.

## Văn hóa và giải trí

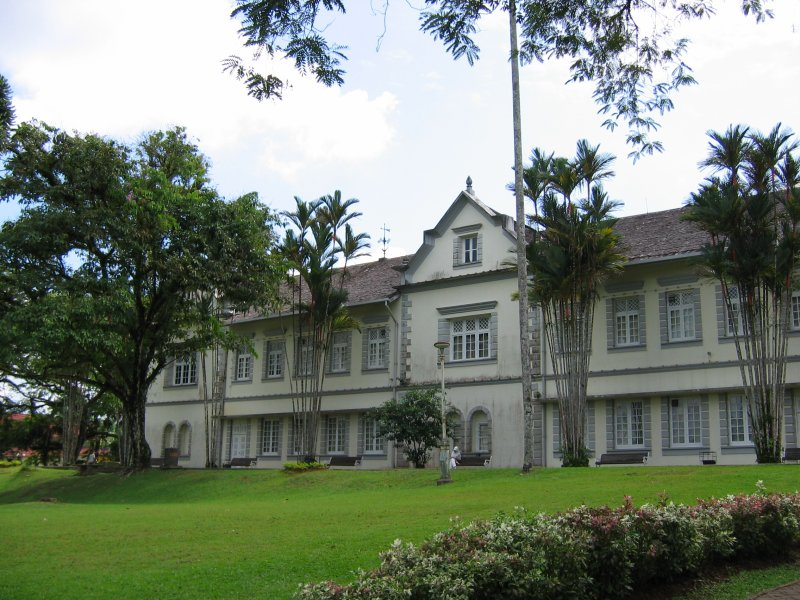
Tòa nhà Bảo tàng bang Sarawak được Rajah Charles Brooke cho xây dựng vào năm 1891 và thiết kế dựa trên kiến trúc của một tòa thị chính Normandie.

Kuching duy trì một số bảo tàng trưng bày văn hóa và lịch sử của mình. Bảo tàng bang Sarawak là một trong các bảo tàng đẹp nhất tại châu Á và là tòa nhà cổ nhất và có tính lịch sử nhất của Kuching, nó trưng bày các bộ sưu tập về các sắc tộc bản địa tại Sarawak. Các bảo tàng khác tại Kuching gồm Bảo tàng lịch sử người Hoa, Bảo tàng mèo Kuching, Bảo tàng gỗ  Sarawak và Bảo tàng dệt Sarawak. Kuching là nơi có cung thiên văn đầu tiên tại Malaysia, Cung thiên văn Sultan Iskandar tiếp giáp với Trung tâm Dân sự Kuching].
Các địa điểm lịch sử đáng chú ý của Kuching gồm có Astana (cung điện cũ của các Rajah da trắng và hiện là dinh thực chính thức của Thống đốc Sarawak), và Pháo đài Margherita.
Phố cổ nhất tại Kuching là Main Bazaar, một dãy phố gồm các cửa hàng của người Hoa từ thế kỷ 19 nằm dọc theo Kuching Waterfront nhìn ra sông Sarawak. Đây là nơi tập trung tốt nhất các cử hàng đồ cổ và đổ thủ công trong thành phố. Main Bazaar là bộ phận của khu đô thị cũ của Kuching, vốn cũng bao gồm phố Carpenter và phố India. Tòa án cũ nằm giữa phố Carpenter và phố India, từng trải qua tu sửa lớn và hiện là tòa nhà của tổ hợp Ban Du lịch Sarawak. Một số khu vực đáng quan tâm khác quanh khu dinh doanh trung tâm gồm có phố Padungan, đây chính là phố người Hoa tại Kuching.
Vườn quốc gia Talang-Satang được thành lập với mục đích chính là bảo tồn quần thể rùa biển của Sarawak. Nó có tổng diện tích là xấp xỉ 19.400 hécta (47.938 mẫu Anh), và gồm toàn bộ các vùng đất nằm dưới dấu triều cao trên các đảo tương ứng.
Damai là một trong các khu vực nghỉ dưỡng bãi biển chính của Sarawak, nằm trên bán đảo Santubong, cách 35 phút lái xe từ Kuching. Khu vực có các bãi biển cát dưới chân một ngọn núi có rừng bao phủ. Damai có ba khách sạn nghỉ dưỡng đẳng cấp thế giới là Damai Beach Resort, Damai Puri Resort and Spa và One Hotel Santubong. Mỗi khu nghỉ dưỡng có các bãi biển riêng của chúng, cũng như bể bơi và cung cấp dịch vụ mô tô nước, lướt ván, xe đạp leo núi, thể dục. Tồn tại một sân golf 18 lỗ tiêu chuẩn quốc tế nằm gần đó. Other attractions include the Damai Central, Permai Rainforest Resort, Sarawak Cultural Village and the sleepy fishing villages of Santubong and Buntal with their excellent seafood restaurants. Có một hoạt động leo núi tại núi Santubong.
Tổ chức quốc tế BirdLife đăng ký toàn bộ khu vực vịnh Bako-Buntal là một 'vùng chim quan trọng'. Từ tháng 10 đến tháng 3, sông Buntal trở thành một khu vực trú đông quan trọng của chim di cư.
Các thắng cảnh thiên nhiên khác gồm các vườn quốc gia, đáng chú ý là vườn quốc gia Bako và vườn quốc gia đất ngập nước Kuching cũng như Trung tâm động vật hoang dã Semenggoh. Ngoài ra, gần Kuching còn có vườn quốc gia Gunung Gading và vườn quốc gia Kubah. Cách Kuching 40 phút lái xe là Santubong, một khu vực nghỉ dưỡng bãi biển với nhiều khu nghỉ dưỡng đẳng cấp thế giới. Các bãi biển khác có thể tiếp cận gần Kuching là bãi biển Lundu và bãi biển Sematan. Khu nghỉ dưỡng đất cao Borneo cũng nằm gần Kuching.
Kuching Waterfront là một khu vực tản bộ dài 2 km dọc sông Sarawak, từ khu trung tâm khách sạn và thương nghiệp đến trung tâm Kuching. Đường tản bộ do các kiến trúc sư từ Sydney thiết kế, có các quầy thực phẩm, nhà hàng, từ đường có những góc nhìn tốt để ngắm Astana, Pháo đài Margherita và Tòa nhà Nghị viện mới.
Các trung tâm mua sắm tại Kuching gồm Spring, Boulevard, Plaza Merdeka, CityONE Megamall, Kuching Sentral, Emart Lee Ling, Hills Shopping Mall, Sarawak Plaza, Tun Jugah, Riverside Shopping Complex, One Jaya, ST3, Genesis Parade 100% Mall, Green Heights Mall, Wisma Saberkas, Giant Tabuan Jaya Mall, Giant Kota Padawan Mall và các nơi khác. Chợ cuối tuần Satok nằm tại Medan Niaga Satok và hoạt động vào Thứ bảy và Chủ Nhật, có thể tìm thấy tại đó nhiều loại rau quả, cùng các đồ thủ công, lâm sản như mật ong hoang dã, cây lan; và đồ ăn.
Từ năm 1997, Kuching tổ chức Nhạc hội thế giới Rừng mưa (RWMF), nó được tổ chức thường niên và thu hút những người biểu diễn và khán giả đến từ khắp thế giới. Nhạc hội được tổ chức tại Làng văn hóa Sarawak gần núi Santubong, hiện là một trong các sự kiện âm nhạc lớn nhất tại Malaysia.

## Quan hệ quốc tế
Một số quốc gia đặt lãnh sự quán của họ tại Kuching, gồm có Úc, Brunei, Trung Quốc, Đan Mạch, Pháp, Indonesia, Ba Lan và Anh.
Kuching hiện có bảy thành phố kết nghĩa:
| - Côn Minh, Trung Quốc. - Hạ Môn, Trung Quốc. - Trấn Giang, Trung Quốc. | - Pontianak, Indonesia. - Johor Bahru, Malaysia. - Jeddah, Saudi Arabia. | - Guro, Seoul, Hàn Quốc. |